# Six Flags Great Escape Lodge & Indoor Waterpark
The Six Flags Great Escape Lodge est un hôtel situé à Glens Falls North, dans la ville de Queensbury (État de New York).
Il comporte le seul parc aquatique intérieur de l'état.

## Description de l'hôtel
The Great Escape Lodge est un hôtel avec parc aquatique comportant 200 chambres (ayant des capacités variantes de 4 à 12 occupants) qui appartient au Groupe Six Flags.  Il est situé de l'autre côté de l'autoroute des Adirondack comparativement à son parc d'attraction, The Great Escape & Splashwater Kingdom.

## Attractions du parc aquatique

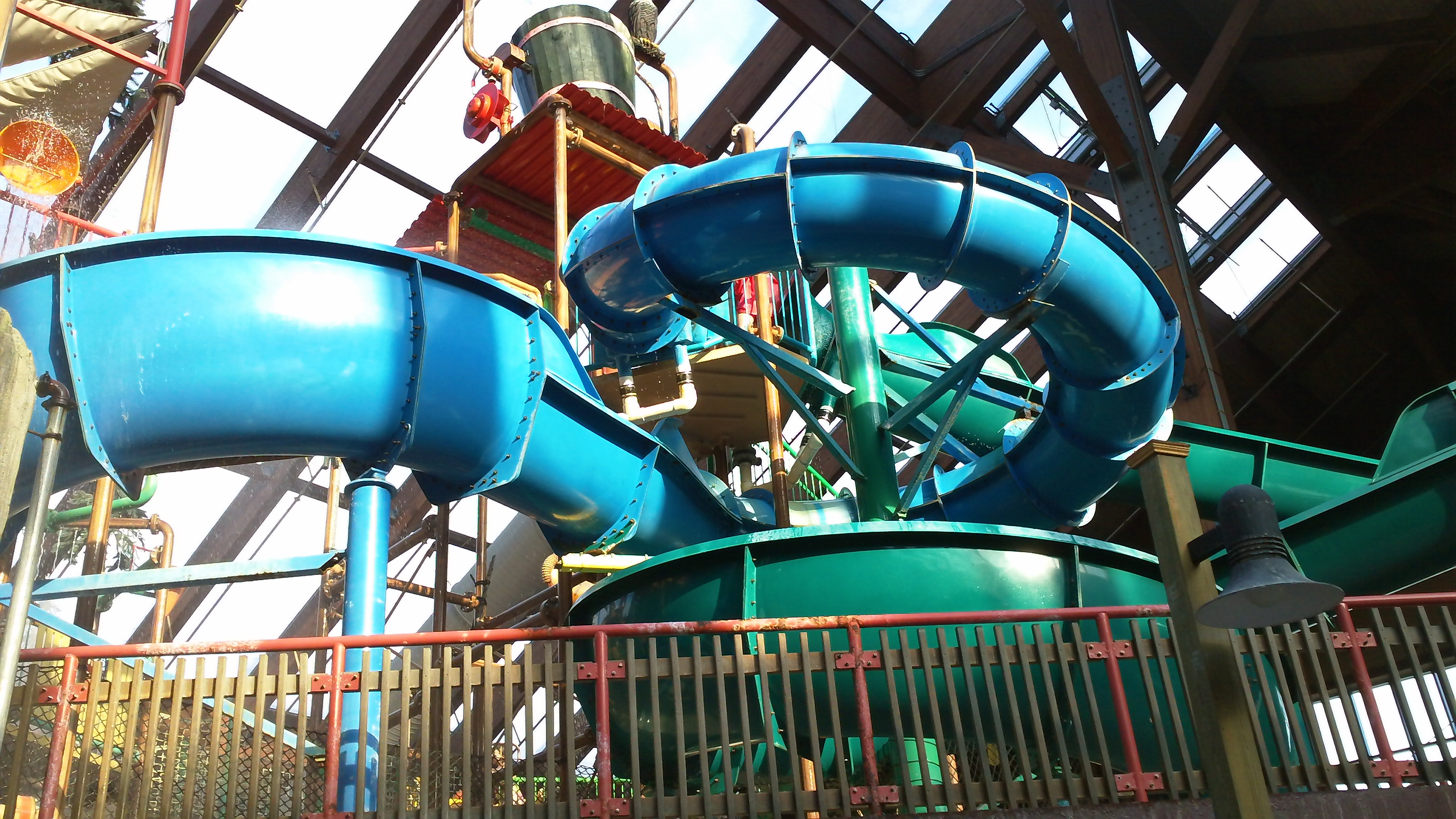
Une partie du Tall Timber Treehouse

Le parc aquatique intérieur présente une aire totale d'environ 750 [m[2 et possède 8 attractions.
- Tall Timber Treehouse : une structure comportant 3 glissades d'eau et de nombreux jeux d'eau
- Tak-it-eesi-Creek : lazy river parcourue à la nage ou à bord d'une chambre à air
- Avalanche : une glissade géante parcourue dans un tube pouvant accueillir de 2 à 4 personnes
- Boogie Bear Surf : simulateur de surf (aussi appelé flowrider)
- Lott-A-Watta-Bay : petit bassin jointe au Tak-it-eesi-Creek
- Glacier run et Snow Shoe Falls : deux glissades parcourues dans des tubes individuels
- Tip-A-Kanu Beach : section pour les plus jeunes enfants avec 3 glissades et plusieurs jeux d'eau.
- Soakum Spring : spa accessible aux plus de 18 ans seulement.

## Autres services dans l'hôtel
L'hôtel propose aussi plusieurs autres services pour les visiteurs.

### Starlight Arcades

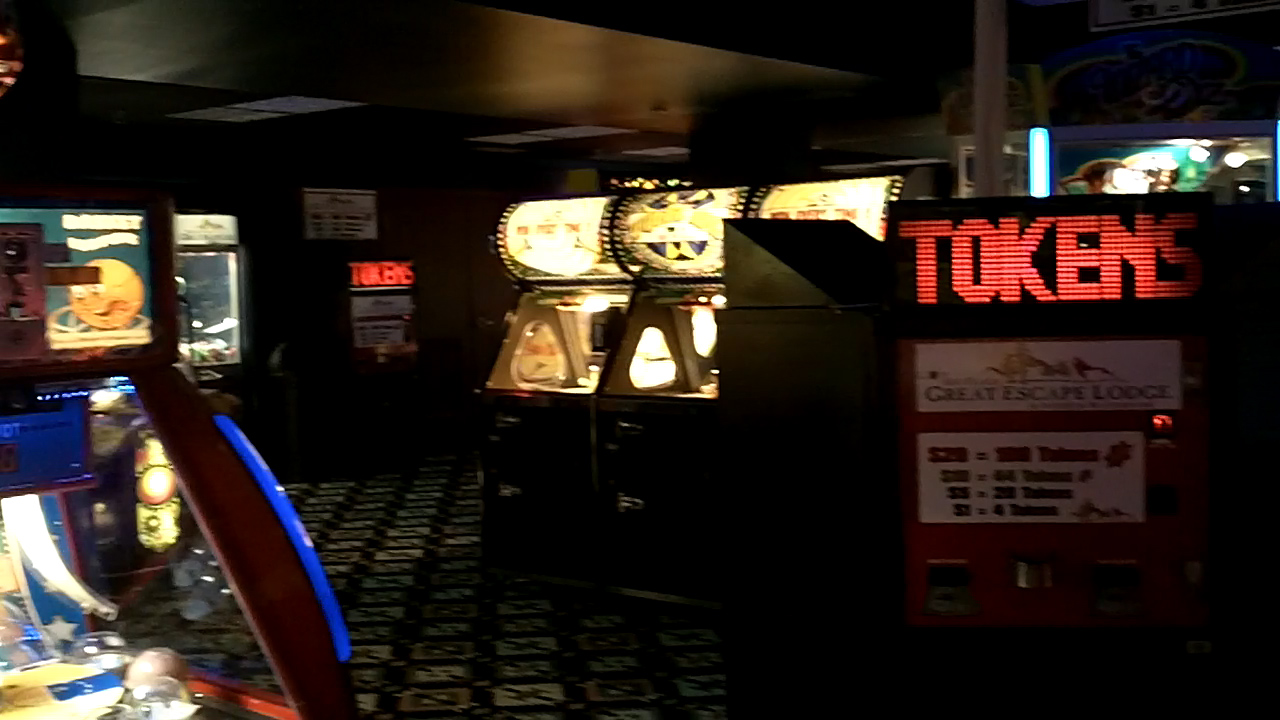
Une section des Starlight Arcades

Les Starlights Arcades sont des arcades pour les joueurs de tous âges.

### Fitness Center
Un centre d'exercices pour les athlètes amateurs ou professionnels.

### Tranquility Spa
Un Spa pour les gens qui veulent se détendre.

### Restaurants
L'hôtel comporte 3 restaurants.
- Johnny Rocket : Un restaurant thématique des années 1980 servant de la nourriture Américaine.
- Tall Tales Tavern : Un restaurant offrant des plats légers.
- Birch Bark Grill : Un restaurant situé dans le White Water Bay offrant des collations (pretzels, hot-dogs, etc.)

### Boutiques
Deux boutiques sont accessibles.
- Northwood Traders
- Gitchee-Goomee Gift Shop